# ウターカート駅
ウターカート駅（ウターカートえき、タイ語 : สถานีวุฒากาศ）は、タイ王国のバンコク都トンブリー区にある、タイ国有鉄道メークローン線及びバンコク・スカイトレイン シーロム線の駅である。

## タイ国有鉄道　メークローン線（マハーチャイ線）

### 概要
2020年10月23日に開業した新しい駅（無人駅）である。
タイ国鉄の分類上は、駅より格下の停車場でありウターカート停車場 が正確な呼称である。

### 駅構造
単式2面1線の地上駅である。（単線の両側に低床のホームがある。）待合室、切符売り場の設備はない。

## バンコク・スカイトレイン　シーロム線
タイ王国のバンコク都トンブリー区にある、バンコク・スカイトレイン シーロム線の駅である。駅番号は「S11」。

## 概要

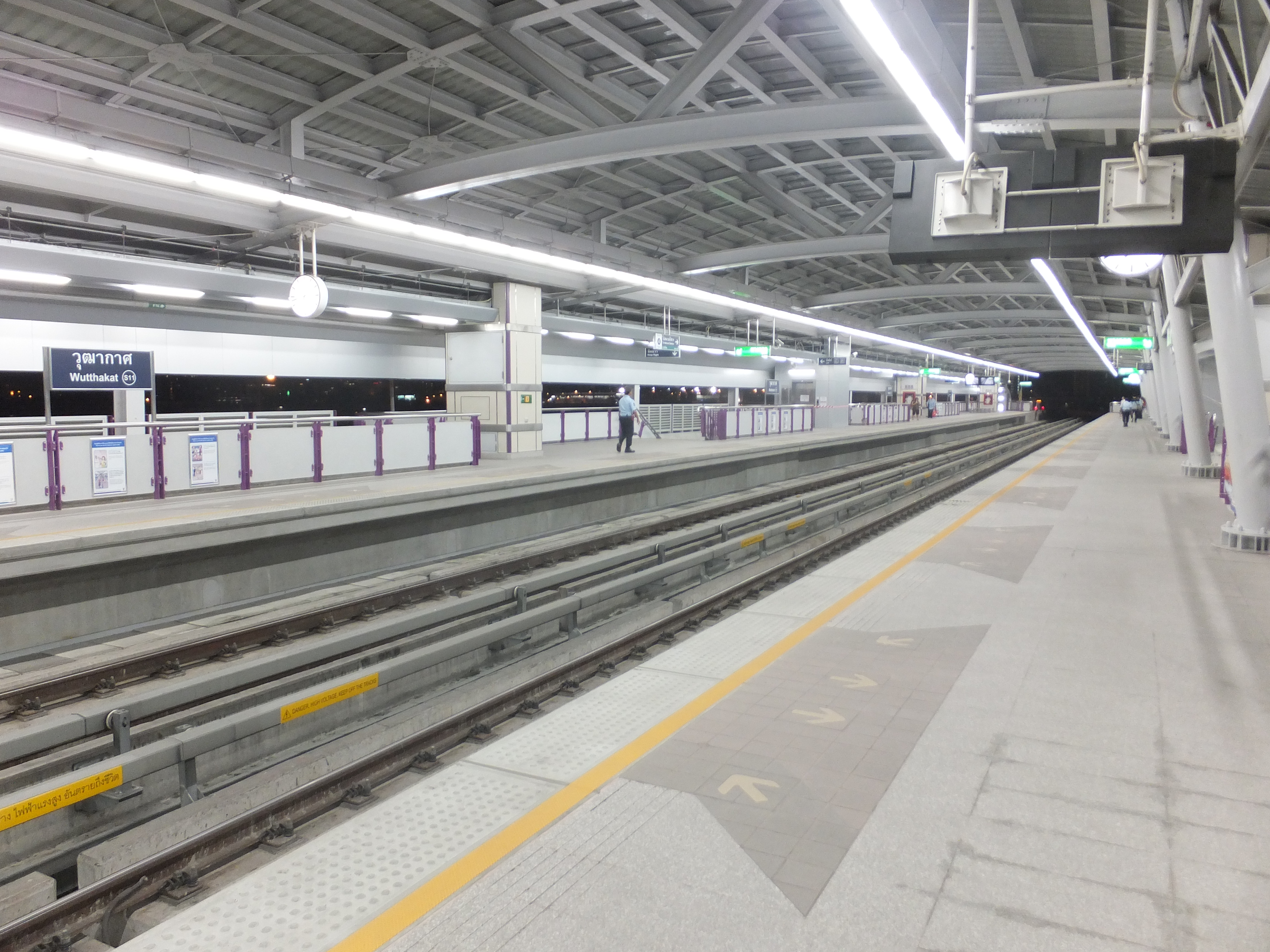
ホーム（手前はバーンワー方面行き）

2013年12月5日に、シーロム線がタラートプルー駅よりバーンワー駅まで路線延長され、それにともない中間駅として当駅が開業した
。開業後1ヶ月間（2014年1月5日まで）は、ウォンウィアン・ヤイ駅 - バーンワー駅の区間は無料であったが2014年1月6日よりサパーンタークシン駅 - バーンワー駅は乗車距離に関係なく10バーツ（約30円）となった。この区間以外の駅より乗車の際にはサパーンタークシン駅までの運賃に加えて10バーツが徴収される。

## 駅構造
高架式3層構造で地上部分はラチャプルック通りとなっており、2階部分は改札・連絡通路となっている、相対式ホーム2面2線の高架駅である。

### 駅階層
| 3階          |                                                            |                        |
| 相対式ホーム |                                                            |                        |
| 3番線・下り  | バーンワー行き                                             |                        |
| 4番線・上り  | タラートプルー、サラデーン・サナームキラーヘンチャート方面 |                        |
| 相対式ホーム |                                                            |                        |
| 2階          | コンコース                                                 | 自動券売機、自動改札口 |
| 1階          | 出入口                                                     | ラチャプルック通り     |